# Ракетная дивизия
Ракетная дивизия (рд) — соединение Ракетных войск, предназначенное для подготовки и нанесения ракетно-ядерного удара по стратегическим объектам противника на одном или нескольких стратегических воздушно-космических направлениях.
В разное время ракетные дивизии являлись составной частью Ракетных войск стратегического назначения ВС СССР и Стратегического авиационного командования ВВС США. По состоянию на 2013 год ракетные соединения подобного типа имелись только в составе РВСН ВС России.

## РВСН
Формированиями (отдельными частями) ракетной дивизии являются ракетные полки, которые, в зависимости от вооружения, могут быть:
- ОС — боевые ракетные комплексы с ШПУ с отдельными стартами[2];
- СПУ — с подвижными грунтовыми ПУ;
- БЖРК,

а также дивизии смешанного состава.
Кроме управления (штаба) дивизии и ракетных полков в состав ракетной дивизии входят части и подразделения специальных войск и тыла.

## США
В состав Стратегического авиационного командования ВВС США в период с 1963 по 1966 год входила 13-я стратегическая ракетная дивизия. Она была сформирована ещё 1 июля 1959 года как 13-я воздушная дивизия и располагалась на авиабазе Уоренн в Вайоминге. На базе этой дивизии в первой половине 1960-х было сформировано, укомплектовано личным составом, обучено и оснащено несколько стратегических ракетных крыльев с ракетами Атлас, Титан-1, Минитмен-1. Дивизия была расформирована 2 июля 1966 года.